# جورج هايز (لاعب هوكي الجليد)
جورج هايز هو لاعب هوكي الجليد كندي، ولد في 21 يونيو 1914 في مونتريال في كندا، وتوفي في 19 نوفمبر 1987.